# Lemmings (computerspil fra 2006)
Lemmings er et computerspil udviklet af Team17 og udgivet af Sony Computer Entertainment i 2006. Det er et remake af den originale Lemmings udgivet i 1991.
Spillet er blevet udgivet i let forskellige versioner til PlayStation Portable, PlayStation 2 og PlayStation 3.

## Gameplay
PSP-versionen indeholder alle 120 niveauer fra det oprindelige spil, 36 helt nye niveauer samt udvidelsespakkeunderstøttelse og en brugerlevel-editor. Hvert niveau i spillet var et præ-renderet 3D-landskab, selvom niveauernes gameplay stadig var 2D og forbliver tro mod det oprindelige spil. Brugerniveauer kunne konstrueres fra præ-renderede objekter og distribueres ved at uploade dem til et PlayStation-specifikt Lemmings online-fællesskab.
I oktober 2006 blev spillet portet af udvikleren Rusty Nutz til PlayStation 2 med brug af EyeToy. Den grundlæggende ændring i konceptet er, at spilleren skal strække og bruge ens lemmer i det optagne billede for at hjælpe sine lemminger. I 2007 producerede Team17 et lignende remake af Lemmings til Sony PlayStation 3 til download via PlayStation Network. Spillet havde lignende grafiske forbedringer som PSP-titlen samt online resultattavler og yderligere niveauer udviklet til high-definitiondisplay, men manglede evnen til at oprette og dele niveauer, en evne, som PSP-versionen havde.

## Modtagelse
PSP-versionen modtog generelt positive anmeldelser, mens PS3-versionen af spillet mest modtog blandede anmeldelser. PSP-versionen har en Metacritic-score på 76/100 baseret på 46 kritikere, hvilket indikerer "generelt gunstige anmeldelser". PS3-versionen har en score på 59/100 baseret på 8 kritikere på Metacritic, der indikerer "blandede eller gennemsnitlige anmeldelser".
IGN gav PSP-versionen af spillet 7,8/10. De roste grafikken og den forbedrede levetid givet af editoren, men kritiserer den uspændende lyd. PS3-versionen fik en score på 7,5/10, med kommentaren "Det genopfinder ikke hjulet, men det ruller fint."
GameSpot gav PSP-versionen af spillet 8/10, roste de polerede billeder og lyden, niveaudesignet og online delingsfunktionen. PS3-versionen fik en lidt lavere score på grund af manglende niveau editor og niveaudeling af PSP-versionen.